# KV13
A KV13, no Vale dos Reis em Egito, é a tumba do vizir Bay da décima nona dinastia. Um óstraco, publicado em um jornal francês de egiptologia (Bulletin de l’Institut Français d’Archéologie Orientale, BIFAO) em 2000, registra que o vizir Bay foi executado pelo faraó Siptah. Consequentemente, Bay nunca foi enterrado em sua tumba. Além disso, não foram encontrados bens funerários na tumba de Bay.